# 스내치
《스내치》(영어: Snatch)는 영국과 미국에서 제작된 가이 리치 감독의 2000년 범죄 코미디 영화이다. 제이슨 스테이섬, 스티븐 그레이엄, 데니스 퍼리나, 브래드 피트, 베니시오 델토로 등이 출연하였고, 매슈 본 등이 제작에 참여하였다.

## 줄거리
프랭키 포핑거스가 이끄는 강도단이 정통파 유대교인으로 가장하고 안트베르펜에서 86 캐럿(17.2 g) 다이아몬드를 강탈한다. 유대계 미국인 폭력 조직 거물 “커즌 애비”는 도박 중독인 프랭키에게 카지노를 멀리하라고 주의를 주면서 다이아몬드를 장물 처리하기 위해 그를 런던 다이아몬드 중개인 더그 “더 헤드”에게 보낸다. 프랭키는 한 강도단 일원에게서 런던에 가면 국가보안위원회(KGB) 출신 무기 거래상 보리스 “더 블레이드”를 만나 보라는 얘기를 듣는다. 사실 이 강도는 보리스의 형제로, 후에 보리스에게 전화해 프랭키에게서 다이아몬드를 훔치라고 말한다.
런던 무허가 불법 권투 경기 프로모터이며 슬롯 머신 가게 주인인 터키시는 밑에 데리고 있는 선수 고저스 조지를 범죄 조직 두목 브릭 톱이 내세우는 선수와 대결하는 경기에 강제로 내보내게 된다. 경기를 준비하며 터키시는 조지와 파트너 토미를 아일랜드 유랑민들에게 보내 여행 트레일러를 사오게 시키는데 시비가 이는 바람에 조지가 유랑민들 중 하나인 맨주먹 권투 챔피언 미키에게 주먹 한 방을 맞고 나가 떨어지고 만다. 미키는 어머니에게 드릴 여행 트레일러를 받는다는 조건 하에 조지를 대신해 경기에 나가기로 한다. 트릭 톱은 미키에게 일부러 경기에서 지라고 요구한다.
작전에 들어간 보리스는 프랭키에게 브릭 톱의 선수와 미키의 경기에 대신 돈을 걸어 달라고 부탁하고, 뒤에선 전당업자 비니와 솔에게 브릭 톱의 마권업소에서 프랭키를 강도질하라고 시킨다. 프랭키가 불법 권투 도박판에 끼게 됐다는 걸 알게 된 애비는 다이아몬드를 직접 처리할 생각으로 경호원 로즈버드와 런던으로 향한다. 솔과 비니, 그리고 도주 전문 운전수 타이론은 마권업소 돈도 강탈하려고 하지만 조지가 경기에서 빠진 후로 모든 내기가 취소된 관계로 동전만 남아 있는 것을 알게 되고, 보안 카메라에 모습까지 찍혀 버린다. 이들은 프랭키가 본인 팔에 연결시켜 놓은 다이아몬드가 든 서류 가방을 프랭키에게서 분리해 내지 못하자 그냥 프랭키를 납치해 버린다. 비니는 실수로 보리스의 이름을 입에 올려 버리고, 프랭키가 이를 주워 들었을 것을 염려한 보리스는 프랭키를 죽이고 프랭키의 팔을 잘라 서류 가방을 갖고 떠난다.
미키가 경기에서 브릭 톱의 지시를 어기고 브릭 톱의 선수를 한 방에 나가 떨어지게 만들자 분노한 브릭 톱은 터키시의 저축금을 몰수하고 미키에게 다음 경기에선 반드시 고의로 질 것을 요구한다. 미키가 이를 거절하자 브릭 톱의 부하들이 터키시의 가게를 부수고 미키 어머니의 여행 트레일러에 불을 질러 미키 어머니를 죽인다. 또한 브릭 톱은 자신의 마권업소를 털려고 했던 타이론, 비니, 솔을 추적해 찾아내고, 이들은 다이아몬드를 회수해 대령할 테니 목숨만은 건지게 해 달라고 애원한다.
한편 애비와 더그는 현상금 사냥꾼 불릿 투스 토니를 고용해 프랭키를 찾게 하여 보리스와 다이아몬드를 확보한다. 이들을 솔, 비니, 타이론이 쫓고, 마침 터키시와 토미가 같은 도로 위를 달린다. 토미는 생각 없이 우유곽을 차 밖으로 던졌다가 토니가 차를 박게 만들고 그 결과 로즈버드가 죽는다. 보리스는 트렁크에서 탈출한 뒤 바로 타이론의 차에 치인다. 솔, 비니, 타이론은 펍에서 토니를 총으로 겁박하지만 이들이 가진 총이 모형에 불과하다는 걸 알아본 토니가 오히려 이들에게 겁을 줘 쫓아낸다. 보리스는 무장하고 나타나 애비를 위협하다가 토니에게 살해되고, 솔과 비니는 다이아몬드를 들고 도망친다.
결국 토니에게 붙잡힌 솔과 비니는 다이아몬드가 전당포에 있다고 거짓말을 하고, 막상 함께 전당포에 도착했을 때는 아일랜드 유랑민에게서 받았던 개가 먹어 치운 척한다. 애비가 토니에게 개를 죽여서 꺼내라고 하자 비니는 개를 살리려고 할 수 없이 품에 있던 다이아몬드를 내놓지만 하필 개가 이를 낚아채고 유랑민 야영지로 달려가 버린다. 애비는 개를 향해 되는대로 총을 쏘다가 그만 토니를 죽여 버리고 빈손으로 뉴욕으로 돌아간다. 미키는 브릭 톱의 살육을 멈추기 위해 경기를 그대로 진행하는 것에 동의하지만 어머니의 장례식 경야에서 만취해 버리고, 터키시는 미키가 조작된 경기를 망쳐 버릴까 봐 염려한다.
브릭 톱은 부하들을 유랑민 야영지에 보내놓고 미키가 약속을 이행하지 않을 경우 전부 죽여 버릴 준비를 한다. 브릭 톱과 약속했던 문제의 4 라운드가 되자 미키는 녹다운되지만 다시 일어나 주먹 한 방으로 상대를 녹아웃시킨다. 이에 브릭 톱과 부하들이 터키시, 미키, 토미를 죽이려고 하는 순간 숨어 있던 유랑민들이 역으로 브릭 톱 무리를 급습해 학살을 벌인다. 이는 어머니의 죽음에 복수하려는 미키의 계략으로 드러나고, 본인에게 돈을 걸었던 미키는 거액의 배당금을 받는다.
다음 날 아침 터키시와 토미는 미키에게 이번엔 정당한 방식으로 자신들을 위해 다시 경기를 해 달라는 제안을 하려고 유랑민 야영지에 돌아가지만 모두가 떠나 버린 것을 확인한 뒤 경찰들을 마주친다. 이때 비니의 개가 나타나자 둘은 개 산책을 시키고 있던 것처럼 둘러대고 경찰은 이들을 그냥 보내준다. 이들은 차 트렁크에서 프랭키의 시체가 발견돼 경찰에게 체포되고 있는 솔, 비니를 지나친다. 개가 누르면 소리가 나는 장난감을 삼키자 이를 꺼내려고 수의사에게 데려간 터키시와 토미는 다이아몬드를 발견하고 이를 더그에게 알리고 상담한다. 더그는 애비에게 전화하고, 애비는 이를 구매하려고 런던으로 돌아온다.

## 출연진
- 제이슨 스테이섬 - 터키시 역
- 스티븐 그레이엄 - 토미 역
- 데니스 퍼리나 - 에이브러햄 “커즌 애비” 데너비츠 역
- 브래드 피트 - 미키 오닐 역
- 앨런 포드 - “브릭 톱” 펄퍼드 역
- 베니시오 델토로 - 프랭키 포핑거스 역
- 로비 지 - 빈센트 “비니” 역
- 레니 제임스 - 솔로몬 “솔” 역
- 라데 셰르베지야 - 보리스 “더 블레이드” 유리코프 역
- 비니 존스 - 불릿 투스 토니 역
- 마이크 리드 - 더그 “더 헤드” 데너비츠 역
- 소르하 큐색 - 오닐 부인 역
- 제이슨 플레밍 - 대런 역
- 골디 - 배드 보이 링컨 역
- 샘 더글러스 - 로즈버드 역
- 유언 브렘너 - 멀릿 역
- 데이브 러지노 - 존 역
- 솔 캠벨 - 권투 경기장 기도 역 (크레디트 미기재)

## 기타 제작진
- 공동 제작: 마이클 드라이어
- 협력 제작: 서배스천 피어슨, 타하 알리 레자
- 배역: 루신다 사이슨
- 미술: 후고 우치츠비호프스키
- 세트: 린다 윌슨
- 의상: 베리티 호크스

## 텔레비전
이 영화를 원작으로 하는 동명의 범죄 코미디 드라마 텔레비전 시리즈(Snatch)가 제작되어 스트리밍 서비스 크래클을 통해 2017년부터 18년까지 총 2 시즌 방영되었다.

## 우리말 녹음
MBC 성우진
- 송준석 - 터키시 (제이슨 스테이섬)
- 신성호 - 프랭키 (베니시오 델토로)
- 안지환 - 미키 (브래드 피트)
- 정희선
- 김용식
- 김태훈
- 이윤연
- 이종혁
- 김호성
- 이철용
- 최석필
- 고성일
- 이상훈
- 방성준
- 이원찬
- 정재헌
- 김두희
- 류승곤
- 이민하

## 같이 보기
- 하이퍼링크 시네마
- 아일랜드 유랑민
- 셸타어
- 하이스트 영화